# Buckeye (Arizona)
Buckeye és una població dels Estats Units a l'estat d'Arizona. Segons el cens del 2009 tenia 52.764 habitants.

## Demografia
Segons el cens del 2000, Buckeye tenia 6.537 habitants, 2.158 habitatges, i 1.624 famílies La densitat de població era de 17,3 habitants/km².
Dels 2.158 habitatges en un 42,8% hi vivien nens de menys de 18 anys, en un 52,7% hi vivien parelles casades, en un 15,7% dones solteres, i en un 24,7% no eren unitats familiars. En el 20,7% dels habitatges hi vivien persones soles el 7,5% de les quals corresponia a persones de 65 anys o més que vivien soles. El nombre mitjà de persones vivint en cada habitatge era de 3,03 i el nombre mitjà de persones que vivien en cada família era de 3,47.
Per edats la població es repartia de la següent manera: un 33,8% tenia menys de 18 anys, un 9,8% entre 18 i 24, un 28,9% entre 25 i 44, un 19,3% de 45 a 60 i un 8,2% 65 anys o més.
L'edat mediana era de 30 anys. Per cada 100 dones de 18 o més anys hi havia 97,7 homes.
La renda mediana per habitatge era de 35.383 $ i la renda mediana per família de 39.194 $. Els homes tenien una renda mediana de 32.357 $ mentre que les dones 24.901 $. La renda per capita de la població era de 15.627 $. Aproximadament el 16,2% de les famílies i el 18,8% de la població estaven per davall del llindar de pobresa.

## Poblacions més a prop
El següent diagrama mostra les poblacions més a prop.